# Limbanus limbata
Limbanus limbata är en insektsart som beskrevs av Van Duzee 1890. Limbanus limbata ingår i släktet Limbanus och familjen dvärgstritar. Inga underarter finns listade i Catalogue of Life.